# 聖盧西亞 (因蒂布卡省)
聖盧西亞（西班牙語：Santa Lucía），是洪都拉斯的城鎮，位於該國西部，由因蒂布卡省負責管轄，始建於1844年，面積63.50平方公里，海拔高度191米，2001年人口5,020，人口密度每平方公里79.06人。該城鎮以此為名是為了紀念聖露西亞（西班牙語：Lucía de Siracusa）。
13°55′0″N 88°24′0″W / 13.91667°N 88.40000°W